# Gare de Dompierre-Sept-Fons
Gare de Dompierre-Sept-Fons – stacja kolejowa w Dompierre-sur-Besbre, w departamencie Allier, w regionie Owernia-Rodan-Alpy, we Francji. Jest zarządzany przez SNCF (budynek dworca) i przez RFF (infrastruktura).
Stacja jest obsługiwana przez pociągi TER Auvergne.

## Położenie
Znajduje się na linii Moulins – Mâcon, w km 27,752, pomiędzy stacjami Moulins-sur-Allier i Gilly-sur-Loire, na wysokości 229 m n.p.m.

## Linie kolejowe
- Moulins – Mâcon